# 千舟
千舟（ちぶね）は、大阪府大阪市西淀川区にある町名。現行行政地名は千舟一丁目から千舟三丁目。

## 地理
西淀川区の東部に位置し、南東に姫里、南西に大和田、御幣島と接している。

### 河川
- 神崎川

## 世帯数と人口
2019年（平成31年）3月31日現在の世帯数と人口は以下の通りである。
| 丁目       | 世帯数    | 人口    |
| ---------- | --------- | ------- |
| 千舟一丁目 | 87世帯    | 180人   |
| 千舟二丁目 | 1,197世帯 | 2,583人 |
| 千舟三丁目 | 935世帯   | 1,768人 |
| 計         | 2,219世帯 | 4,531人 |

### 人口の変遷
国勢調査による人口の推移。
| 1995年（平成7年）  | 2,841人 | [ 5 ] |  |
| 2000年（平成12年） | 2,930人 | [ 6 ] |  |
| 2005年（平成17年） | 3,022人 | [ 7 ] |  |
| 2010年（平成22年） | 3,725人 | [ 8 ] |  |
| 2015年（平成27年） | 4,368人 | [ 9 ] |  |

### 世帯数の変遷
国勢調査による世帯数の推移。
| 1995年（平成7年）  | 1,166世帯 | [ 5 ] |  |
| 2000年（平成12年） | 1,317世帯 | [ 6 ] |  |
| 2005年（平成17年） | 1,401世帯 | [ 7 ] |  |
| 2010年（平成22年） | 1,727世帯 | [ 8 ] |  |
| 2015年（平成27年） | 1,930世帯 | [ 9 ] |  |

## 事業所
2016年（平成28年）現在の経済センサス調査による事業所数と従業員数は以下の通りである。
| 丁目       | 事業所数  | 従業員数 |
| ---------- | --------- | -------- |
| 千舟一丁目 | 44事業所  | 1,036人  |
| 千舟二丁目 | 114事業所 | 1,219人  |
| 千舟三丁目 | 47事業所  | 779人    |
| 計         | 205事業所 | 3,034人  |

## 交通

### 鉄道
- 西日本旅客鉄道
  - JR東西線 御幣島駅（所在地は御幣島一丁目であるが、出入口の一部が千舟に入っている。）

### 道路
- 国道2号
- 大阪府道10号大阪池田線（淀川通）

## 施設
公共施設
- 西淀川警察署

公園
- 千舟公園

教育機関
- 好文学園女子高等学校

金融機関
- 京都銀行 歌島橋支店
- 北おおさか信用金庫 歌島橋支店

商業施設
- 平和堂 千舟店
- ファミリーマート 千舟三丁目店
- デイリーヤマザキ 千舟二丁目店
- 洋服の青山 歌島橋店
- ラクエン 西淀川店
- サイクルコンビニてるてる 歌島橋本店
- 古本市場 西淀川店
- ヤナセ 大阪支店

工業
- 大阪日野自動車（本社）
- 株式会社鴻池工業
- 株式会社仁本工業
- 阪神高速ETC工業

## その他

### 日本郵便
- 〒555-0013[3]（集配局：西淀川郵便局[11]）